# Miguel Sanz

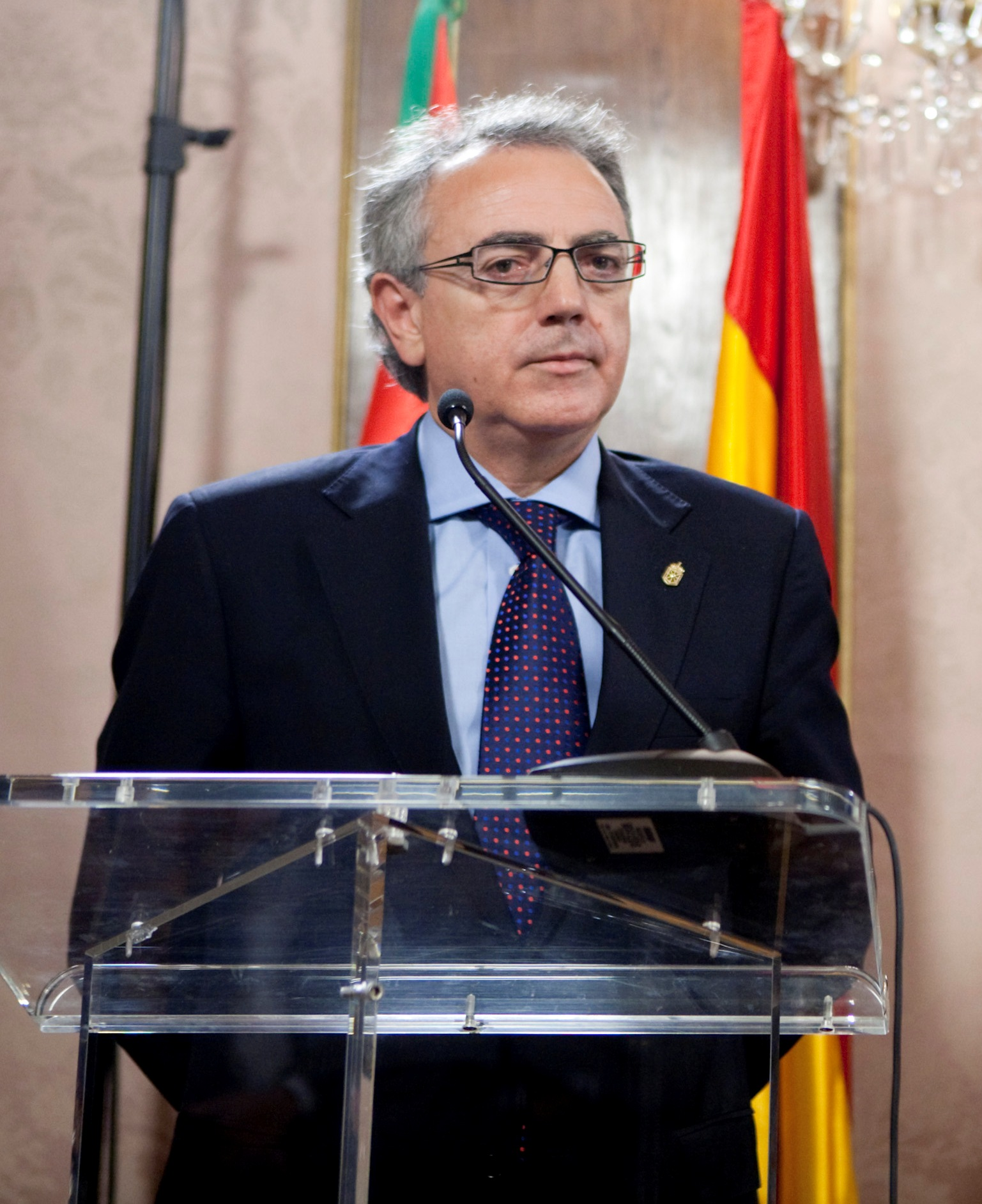

Miguel Sanz Sesma (Corella, Navarra, 16 de setembro de 1952) é um político espanhol e foi presidente do Governo de Navarra entre 1996 e 2011 pelo partido União do Povo Navarro (UPN).